# 살라딘주
살라딘주(아랍어: صلاح الدين)는 이라크의 주로 주도는 티크리트이며 면적은 24,363 km2, 인구는 1,042,200명(2003년 기준)이다. 주 이름은 12세기 십자군을 격파한 이슬람군 지도자 살라딘에서 유래된 이름이다.

## 같이 보기
- 아수르